# آب‌شکاف
آب‌شکافان (نام علمی: Rynchopidae) تیره‌ای کوچک از پرندگان پرستوشکل در راسته سلیم‌سانان هستند که شامل سه گونه می‌شود که در آسیای جنوبی، آفریقا، و قاره آمریکا زندگی می‌کنند. این پرندگان بدان دلیل آب‌شکاف خوانده می‌شوند که با پرواز در کم ترین فاصله از سطح آب، منقار پایینی خود را در آب قرارداده و در حین پرواز به شکار آبزیانی که در سطح آب قراردارند می پردازند. در هنگام پرواز چنین به نظر می رسد که پرنده در حال شکافتن آب است.
اعضای این تیره عبارتند از:
- آب‌شکاف هندی، Rynchops albicollis
- آب‌شکاف سیاه، Rynchops niger
- آب‌شکاف آفریقایی، Rynchops flavirostris

در ایران، نام آب‌شکاف اغلب به گونهٔ هندی این پرنده گفته می‌شود.